# Homalocnemis praesumpta
Homalocnemis praesumpta är en tvåvingeart som beskrevs av Collin 1933. Homalocnemis praesumpta ingår i släktet Homalocnemis och familjen Homalocnemiidae. Inga underarter finns listade i Catalogue of Life.